# Société navale caennaise
La Société Navale Caennaise, ou SNC, est une ancienne compagnie maritime dont les origines sont situées à Caen,.

## Les origines (1828-1902)

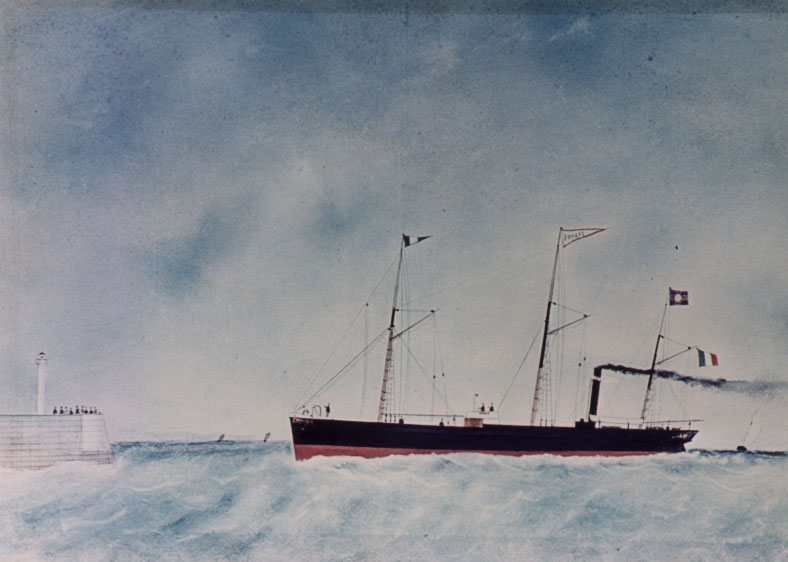
Bateau à vapeur Le Progrès

Les premières activités remontent à 1828, lorsque Pierre Jacques Édouard Lamy achète un sloop de 28 tonneaux, la Justine, qui sera suivi de deux goélettes. 
Pour accéder au port de Caen, les navires remontaient l'Orne, fleuve soumis aux marées, dont l'ensablement rendait le trafic maritime difficile. Napoléon 1er décida de construire un canal reliant Caen à la mer (1837-1857). Caen se voyait alors dotée d'un véritable port de commerce, qui allait favoriser le développement des activités maritimes. La famille Lamy exploita ensuite d'autres voiliers détenus en quirat (indivision).
C'est alors qu'arrivent les navires à vapeur, révolutionnant le transport maritime. Le premier de la flotte Lamy est le Progrès, en 1872.
Si au début, les activités se limitaient au cabotage (courte distance), les Lamy se sont intéressés à partir des années 1870 au négoce de charbon, en import d'Angleterre. Dans l'autre sens, les navires acheminaient les exportations de minerais de fer. C'est sur la base de ce trafic très rentable, que le port de Caen se développa de façon spectaculaire.
La flotte Lamy, avant la fondation de la SNC aura comporté 17 navires.

## La création (1903)
La Société Navale Caennaise - G. Lamy et Cie est créée en janvier 1903 par la famille Lamy, ainsi que par d'autres négociants et armateurs caennais. Il fut décidé de baptiser les futurs navires d'un nom de personnage de la mythologie grecque, comme le "Thisbé", le "Circé", le "Niobé". 

Gaston Lamy, gérant commandité, sera l'initiateur du véritable développement des activités de l'entreprise. Il aura permis à la société de passer les vagues des deux guerres. Le siège et les bureaux étaient situés sur le bassin Saint-Pierre, quai Caffarelli, dans un petit local de 100 m2. 

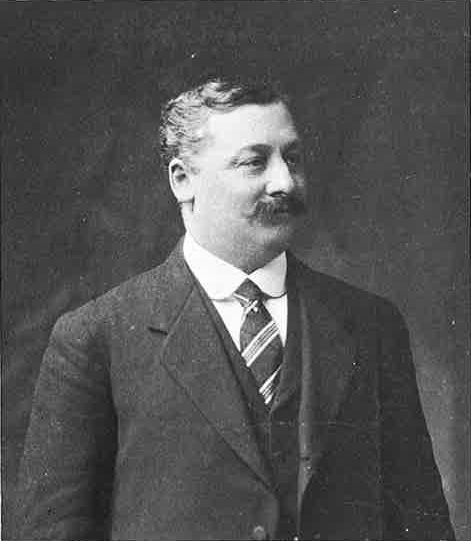
Gaston LAMY, dirigeant de la SNC entre 1903 et 1951
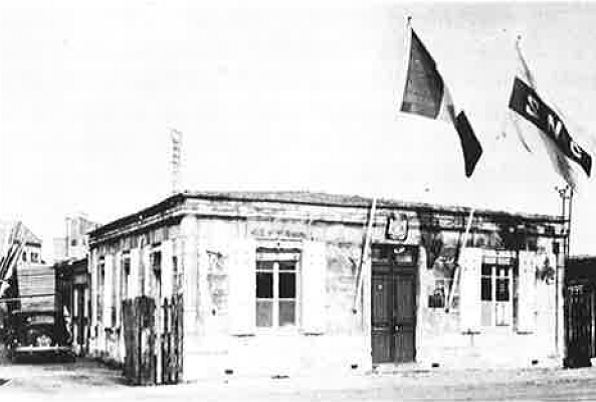
Anciens bureaux de la SNC, quai Caffarelli

## La Grande Guerre (1914-1918)
Au début de la Première Guerre mondiale, la société possède 7 navires. La totalité de la flotte de la SNC est réquisitionnée par l'Amirauté française, qui l'utilisera pour ravitailler le pays en charbon (les houillères du Nord étant aux mains de l'envahisseur), ainsi que la Russie en matériel de guerre.  
Plusieurs navires furent coulés et la SNC déplora la perte de membres d'équipage. Les équipages de la SNC, quand l'occasion se présentait, participaient à la guerre. C'est ainsi que 3 officiers et marins du Circé reçurent la Croix de guerre, après avoir lutté contre un sous-marin allemand.  
La société sortira de la guerre, exsangue, avec seulement 3 navires et une capacité de 5 300 tonnes, contre 12 900 tonnes en 1914. 

## L'entre-deux guerres (1919-1939)
Gaston Lamy, toujours armé d'ambition pour la SNC, entreprend de redévelopper les activités et de reconstituer la flotte. Arrivent l' Hébé 2 et le Niobé 2 en 1920, suivis du Danaé 2 en 1921, puis du Gallium (49 % SNC) en 1923 et du Thisbé 3 en 1924. Et le Circé 2 vient remplacer le Circé en 1926. En seulement six ans, la SNC a rétabli sa flotte. La SNC redéveloppa des trafics réguliers avec un très bon coefficient de remplissage. Les concurrents belges, anglais ou norvégiens furent progressivement écartés des trafics de pondéreux. En 1928, la SNC achète 3 navires à l'Armement caennais "Bouet", lui aussi affaibli par la guerre. Puis 2 autres en 1934, alors que Bouet cesse ses activités. En 1934, la SNC possède 11 navires entre 2 450 et 3 600 tonnes. 
En 1934, la société en commandite créée en 1903 arrive à la fin de son existence statutaire (30 ans) et est transformée en société anonyme, sous l'appellation Société Navale Caennaise - anciennement G. Lamy & Cie. Gaston Lamy en devient le Président Directeur Général en 1936.
De 1930 à 1936, les activités maritimes subissent de plein fouet les effets de la Grande Dépression et de nombreux armements mettent leurs navires à l'ancre. Pour maintenir ses activités, la SNC se met au tramping, faisant face à la concurrence des pavillons étrangers. Sa qualité de service lui permit de tenir bon. La société profit de la baisse des coûts de construction des navires pour rénover et rajeunir sa flotte. Elle racheta le Colleville et le Senneville à l'armement « Taurin » et en commanda la construction du Danaé 3 (1936), du Dioné (1936) et de l' Égée (1939).
En 1938, les bureaux sont transférés au 17 rue Dumont-d'Urville. Ces locaux existent toujours, et englobés dans des extensions successives, ils sont toujours occupés par le Groupe Sofrino Sogena, resté fidèle à son implantation.
La SNC transportait 75 % du trafic maritime du port de Caen. Elle participa très largement au développement du port de Caen. Le programme ambitieux de développement des infrastructures et de l'équipement (prolongation des quais, achat de grues, élargissement du canal et des points, dragages intensifs…), était financé par les droits de port, supportés pour l'essentiel par les navires de la SNC.

## Le seconde guerre mondiale (1939 -1945)
À l’aune de la Seconde Guerre, 17 navires sont en service et 2 en construction. Comme en 1914, la flotte est immédiatement réquisitionnée par l'Amirauté. Dès septembre 1939, le Phryné saute sur une mine en mer du Nord. De nombreux navires sont envoyés par le fond. 
Le 11 juin 1940, c'est le drame du Niobé 2, qui évacue au Havre 800 civils, dont toute une maternité. Le navire n'ayant pu décharger au Havre sa cargaison de munitions et d'explosifs en raison de a présence de blindés nazis, il est assailli et coulé au large du Havre, entrainant dans la mort la quasi-totalité des passagers. 
À terre se joue un autre combat. Gaston Lamy est emprisonné plusieurs mois par la Gestapo à Rouen, et ne dut sa libération qu'à l'intervention du Consul général de Suède, M. Nordling. À Caen, ville martyre, le siège social fut détruit par les combats.
À la fin de la guerre, seuls 5 navires (le Gallium, le Circé 2, le Médée, le Danaé 3, et l' Égée) avaient survécu, et dans quel état ! La flotte est à nouveau à genoux.

## L'après-guerre (1945-1950)
Gaston Lamy doit recommencer ce qu'il a déjà fait deux fois. Il confie de plus en plus la direction effective à son gendre, Georges Guillin. C'est une chance pour la société, qui s'adaptera à une époque différente. Georges Guillin, au-delà des activités qui ont fait le succès de la "Caennaise", entreprend de développer le grand tramping et crée de nouvelles lignes de marchandises diverses.
La reconstruction de la flotte démarra par la prise de possession du navire-citerne allemand le Gravdal, rebaptisé Tselfat et transformé en pinardier. La SNC se vit confier la gérance d'un vapeur charbonnier, le Lieutenant Lancelot, puis l' Hadrumète, qu'elle acquit par la suite. La construction du Niobé 3 et du Daphné 3 démarra en 1939, pour des marchandises diverses en ligne avec l'Algérie.
Entre 1947 et 1949, la SNC reçoit du gouvernement 6 navires, pour remplacer le tonnage coulé. Et elle acquiert 2 navires entre 1949 et 1951. La société a retrouvé ses positions commerciales, avec un solide trafic de charbon en import et de minerais en export. La SMN, reconstruite, amène une augmentation des trafics de coke (import) et d'acier (export).

## Le nouvel essor (années 1950)
Durant les années 1950, la SNC continue sa modernisation, en s'équipant de navires adaptés aux caractéristiques des ports qu'elle touche, notamment en Angleterre. Elle emprunta massivement, grâce au Crédit Naval, pour acquérir de nombreux navires. La société se développe aussi dans le tramping international, avec lesLiberty-Ships, ces navires construits par les États-Unis et mis à disposition de la France dans le cadre du Plan Marshall.
La société s'engage dans le développement de lignes régulières, avec une première initiative en 1950, avec l'Algérie. Elle se dota d'une flotte destinée au transport de marchandises diverses, avec cuveries, cales climatisées et même frigos, offrant une gamme de températures allant de −18 °C à 20 °C : les "polythermes". Ces nouveaux navires, spécialisés, prennent le pas sur les anciens navires polyvalents.
Gaston Lamy décède en 1951, et laisse un armement solide et reconnu. Georges Guillin lui succède à la présidence de la société.

## La diversification (années 1960/70)
Dans les décennies 50 et 60, la société opère sur des trafics très variés, qui l'amènent à changer de navires rapidement. 
Les activités maritimes nécessitaient souvent un relai à terre, et donc une implantation dans les ports, avec des activités très variées. La Sogena (Société de Gérance et Navigation) fut chargée de ce rôle. Elle se lance alors dans le transport routier, la mécanique, la chaudronnerie, la menuiserie, le BTP, la manutention portuaire, le transit, la consignation, les chais à vins.
Une autre filiale de la SNC, la Sofrino (Société Frigorifique de Normandie), construisit et géra des entrepôts frigorifiques, d'abord en lien avec les activités maritimes. Cette branche fut même amenée à fabriquer des plats surgelés sous la marque Sofrino Surgelés.
De nombreuses filiales spécialisées furent créées : Sorenam et Socarenam (mécanique, chaudronnerie, menuiserie), Normandie Pêche et Interpêche (pêche), Setrag (BTP), Somarco (courtier d'affrètement), Sonomag (entrepôts), Somarma (Maroc), Somaral (Algérie), etc. En 1967, le groupe possède alors une trentaine de filiales, ce qui amène G. Guillin à restructurer l'ensemble avec la création de la Sofimari (Société Financière Maritime et Industrielle).
Des événements secouèrent à nouveau le transport maritime : 
- L'indépendance de l'Algérie et d'autres pays d'Afrique força la compagnie à faire évoluer son positionnement.
- La fermeture des mines bas-normandes, ainsi que l'abandon des charbons au profit de l'électricité et du gaz, poussa la société à s'orienter vers les activités de tramping international, marché très concurrencé par les pavillons de complaisance, avec des taux de fret au plus bas.
- Les crises pétrolières, qui l'amenèrent à faire évoluer sa flotte vers des navires à meilleur rendement énergétique, et à optimiser le remplissage des lignes.

G. Guillin décède fin 1979 et Jean-Michel Blanchard lui succède.

## Les dernières années (1980-1988)

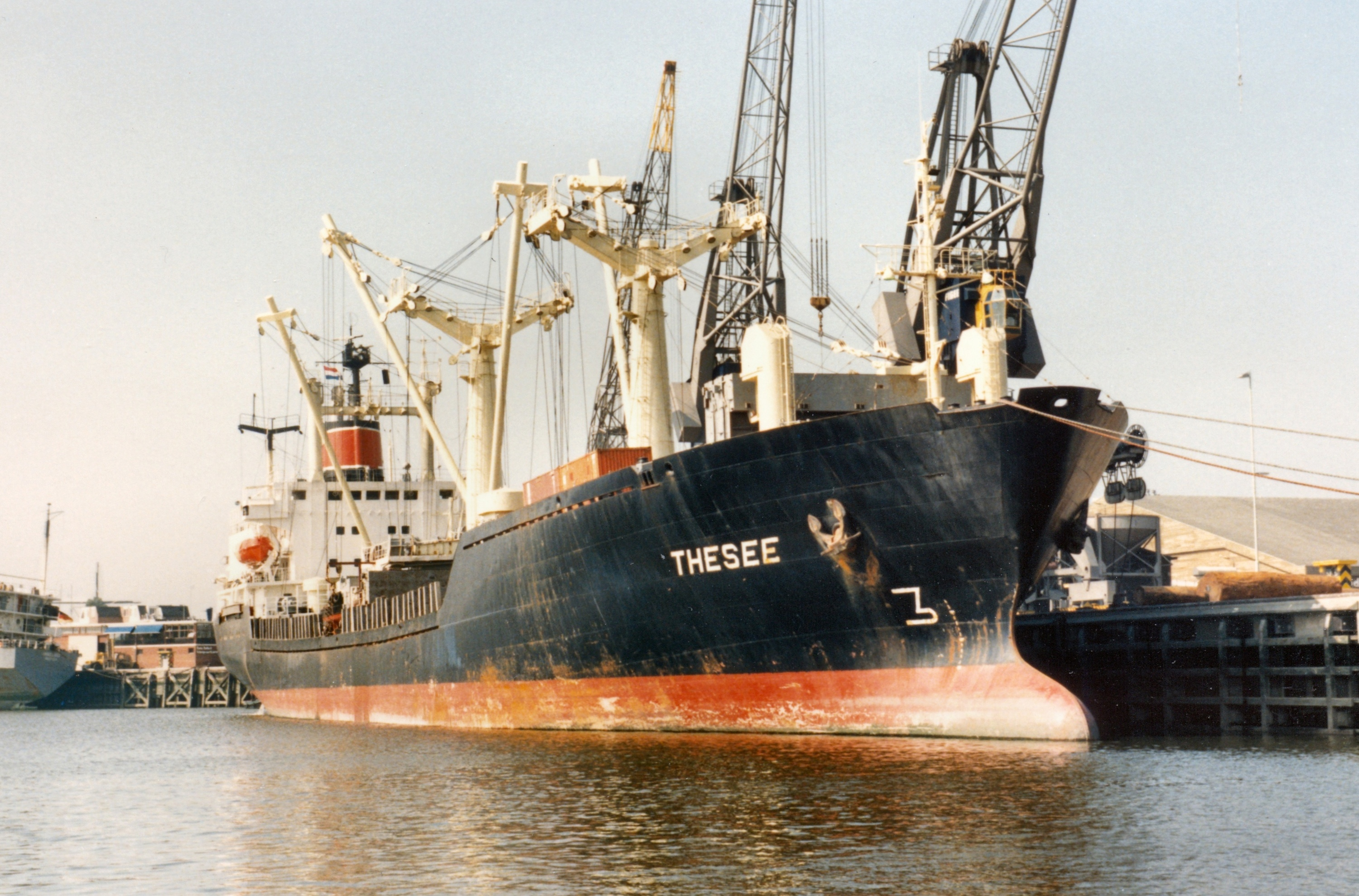
Le Thesee (1980)

La situation économique mondiale ne s'est pas améliorée depuis 1976[Quand ?].
En mars 1987, un « raid » est lancé sur le capital de la SNC, par la société Delmas Vieljeux qui parvient à obtenir 29 % des actions. Le Groupe Bolloré en acquiert 12 % et les héritiers de Gaston Lamy conservent 59 % du capital.
En 1988, la famille se désengage de la SNC en cédant ses parts au Groupe Bolloré, concluant une aventure de 150 ans. Elle continue néanmoins l'aventure sur les autres activités avec le Groupe Sofrino Sogena : services portuaires, commission de transport international, entreposage et transport frigorifiques.

## La flotte
Quelque 150 navires ont été exploités par la SNC au cours de son histoire. Les deux guerres mondiales ont fait subir d'importants dommages à la flotte.
- Le "Niobé 2", lancé en 1920, fut coulé en 1940, entrainant la mort de 800 à 1200 personnes. Son épave ne fut retrouvée qu'en 2002.

- Le "Dioné". Ce navire, sous le commandement de Félix Rouxel, servit en août 1960 pour plusieurs scènes du tournage (Irlande et Côte d'Ivoire) du Grand Risque[3], film américain de Richard Fleischer sorti en 1961.

La flotte SNC
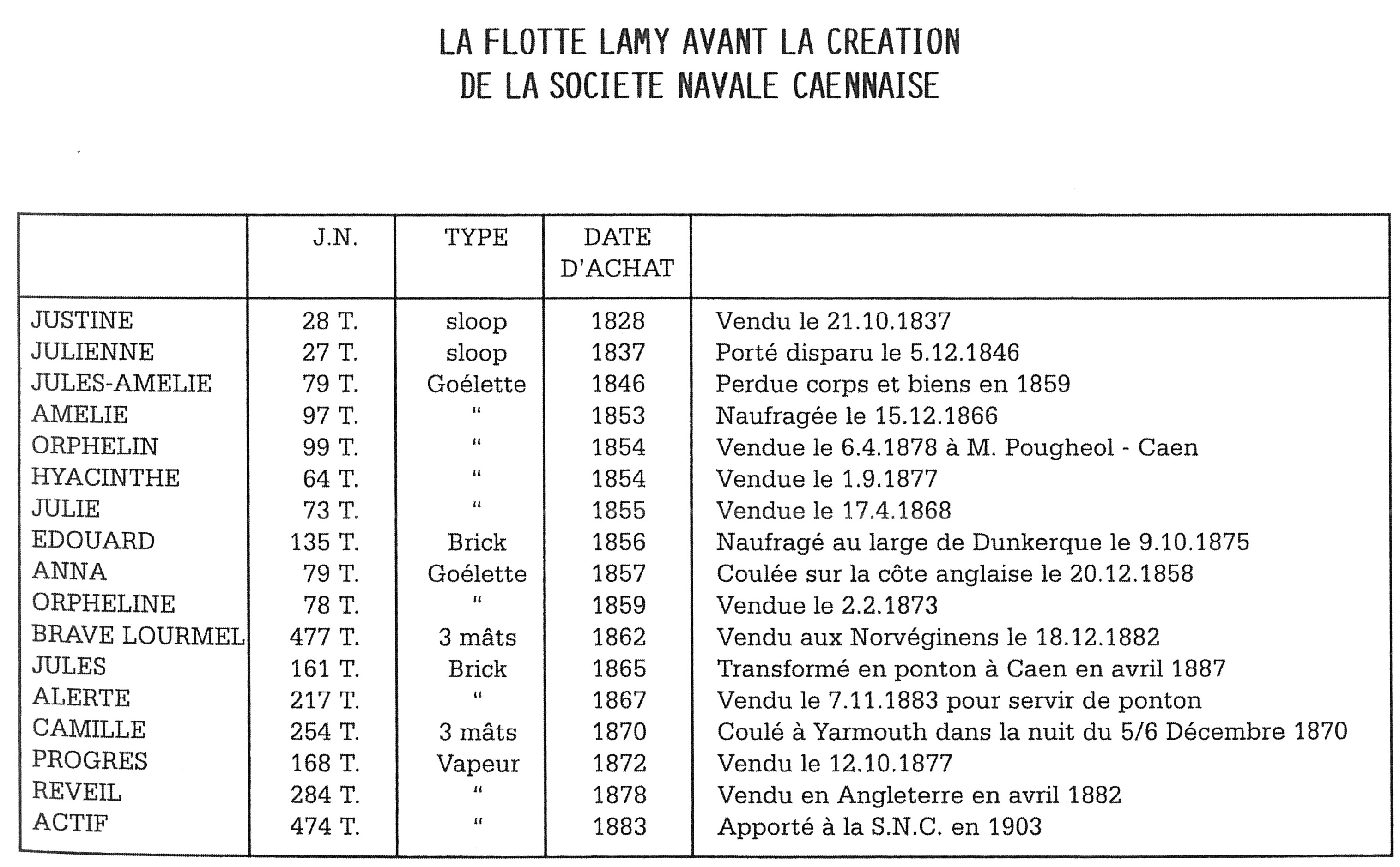
Flotte LAMY avant la création de la SNC.
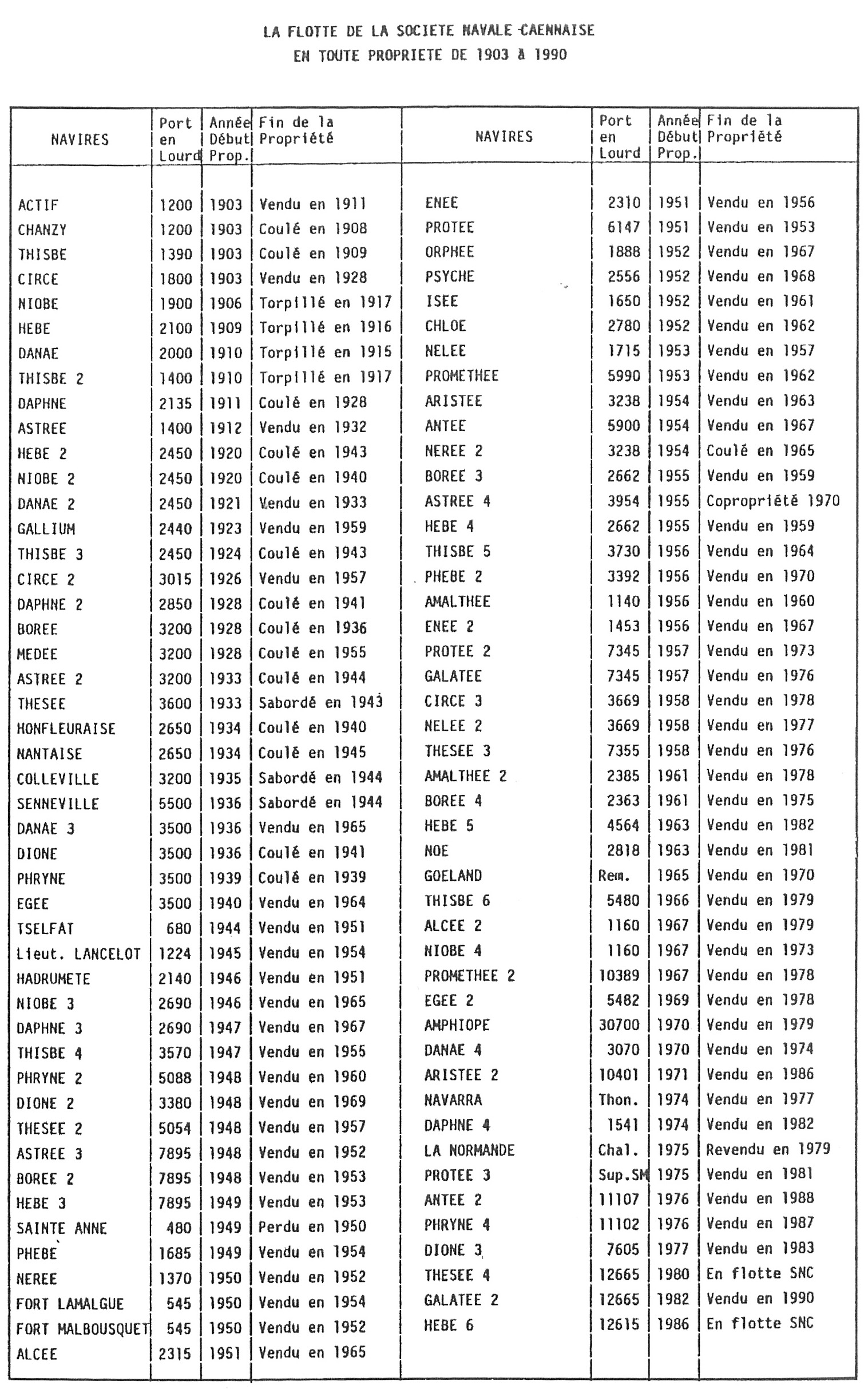
Flotte SNC de 1903 à 1990.
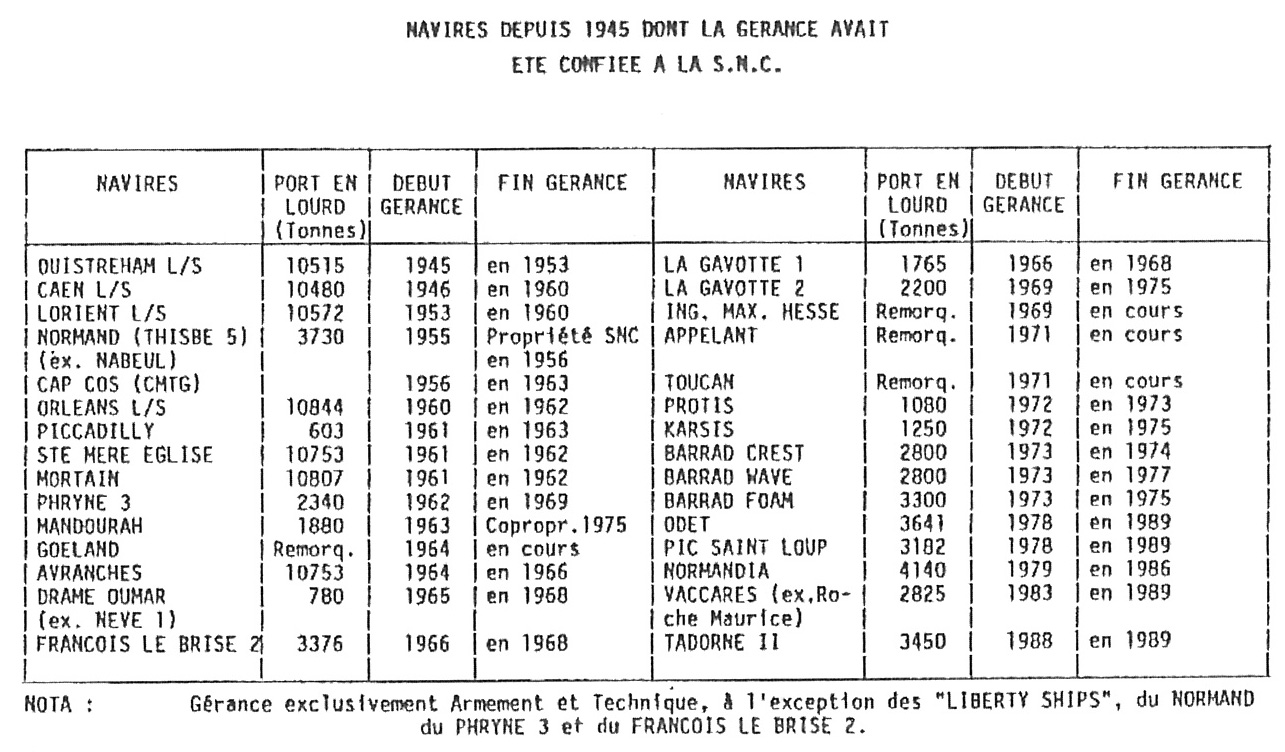
Flotte SNC en gérance.
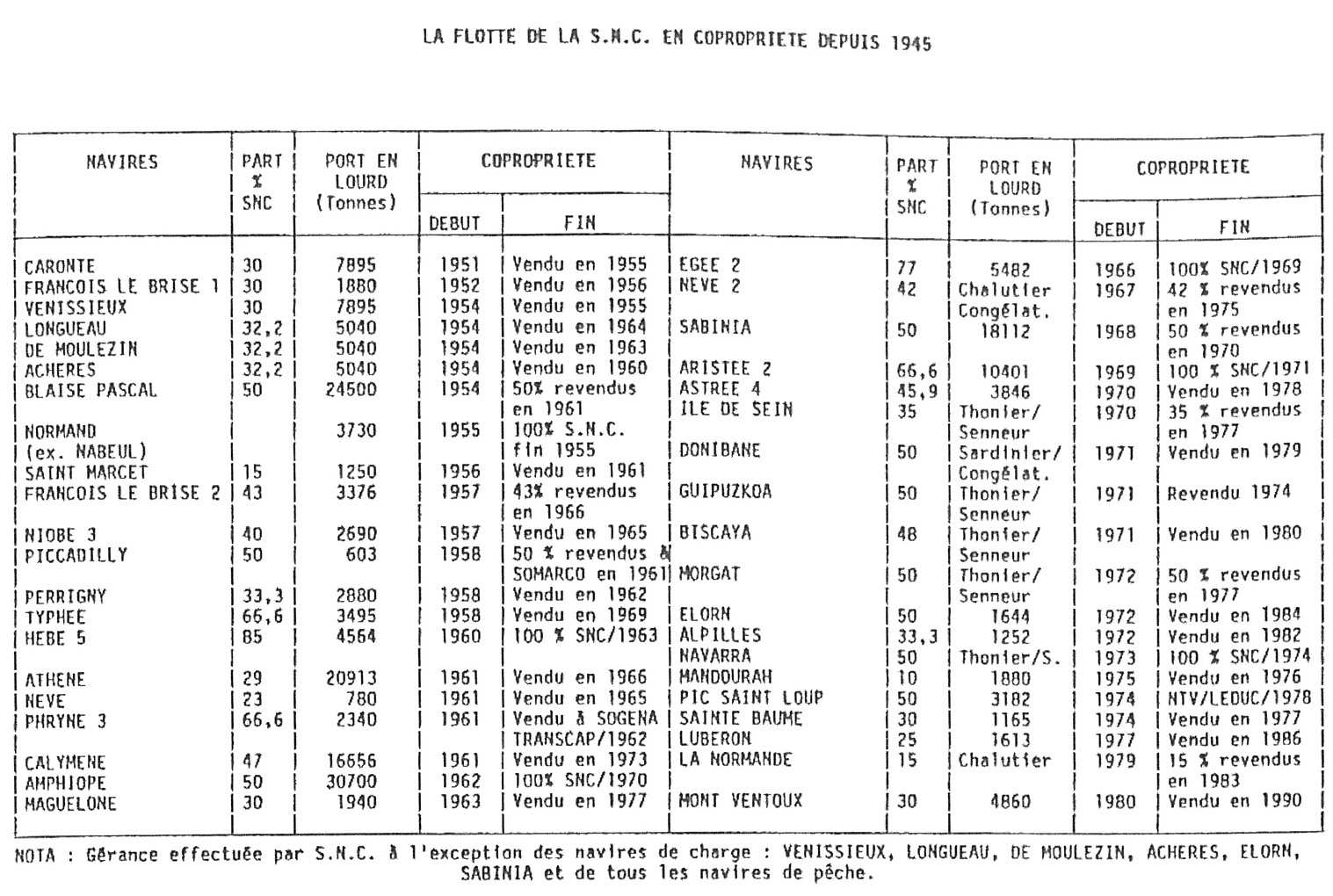
Flotte SNC en copropriété depuis 1945.